# Microsoft BizSpark
Microsoft BizSpark — это международная программа компании Microsoft для стартапов, которая в своих рамках предоставляет начинающим предпринимателям возможность получить комплект инструментов разработки, а также лицензионного программного обеспечения Microsoft. Проект был запущен в 2009 году.
В основные цели BizSpark входит:
- сокращение существенных затрат;
- возможность предоставить экспертную поддержку начинающим бизнесменам;
- помощь с выбором технологий для программирования, дизайна, тестирования программных продуктов, размещения сайта в сети Интернет, а также поддержка внутри сервиса не только от Microsoft, но и от авторизированных партнёров сообщества BizSpark.
- доступ к MSDN;
- привлечь потребителей к проекту.